# Liste des évêques de Halberstadt
Cet article présente une liste des évêques de Halberstadt. L'ancien diocèse de Halberstadt (en allemand : Bistum Halberstadt), suffragant de la province ecclésiastique de Mayence, est érigée en 804 ; ses possessions formant une  principauté épiscopale (Hochstift) du Saint-Empire sont rattachées à l'État de Brandebourg-Prusse à la suite des traités de Westphalie en 1648.

## Évêques de Halberstadt
- 804-827 : Hildegrin de Châlons, abbé de Werden 809–827
- 827-840 : Thiatgrim, également abbé de Werden à partir de 839
- 840-853 : Haymon
- 853-886 : Hildegrin II, neveu de saint Ludger, également abbé de Werden depuis 849
- 886-894 : Agiulf
- 894-923 : Sigismond
- 926-968 : Bernard de Hadmersleben
- 968-996 : Hildiward de Werl
- 996-1023 : Arnulf
- 1023-1036 : Branthog, abbé de Fulda 1011-1013
- 1036-1059 : Burchard Ier de Nabburg, fils du comte Henri de Schweinfurt
- 1059-1088 : Burchard II de Veltheim, neveu des archevêques Annon II de Cologne et Werner de Magdebourg
  - 1085-1085 : Hamezo, en opposition
- 1089-1090 : Dietmar de Supplinbourg, frère cadet du comte Gebhard de Supplinbourg
- 1090-1102 : Herrand
  - 1090-1106 : Frédéric Ier de Halberstadt, en opposition
- 1107-1123 : Reinhard de Blankenburg
- 1123-1135 : Otto von Kuditz
- 1136-1149 : Rodolphe Ier
- 1149-1181 : Ulrich de Reinstein
  - 1160-1177 : Gero de Schermcke, en opposition
- 1181-1193 : Dietrich von Krosigk
- 1193-1201 : Berthold/Gardolf de Harbke
- 1201-1209 : Conrad de Krosigk
- 1209-1236 : Frédéric II de Kirchberg
- 1236-1241 : Ludolf de Schladen
- 1241-1252 : Meinard de Kranichfeld
- 1253-1255 : Ludolf II de Schladen (non reconnu par la papauté)
- 1254-1295 : Volrad von Kranichfeld
- 1296-1304 : Hermann von Blankenburg
- 1304-1324 : Albert Ier d'Anhalt, fils du prince Bernard Ier d'Anhalt-Bernbourg
- 1324-1358 : Albert II de Brunswick, fils du duc Albert II de Brunswick-Göttingen
  - 1324-1343 : Giselbrecht von Holstein, fils du comte Henri Ier de Holstein-Rendsburg, en opposition
  - 1346-1356 : Albert von Mansfeld, en opposition
- 1357-1366 : Louis de Misnie, fils du margrave Frédéric II de Misnie
- 1366-1390 : Albert III de Saxe
- 1391-1399 : Ernest Ier von Hohnstein
- 1401-1406 : Rodolphe d'Anhalt fils du prince Henri IV d'Anhalt-Bernbourg
- 1407-1411 : Heinrich von Warberg
- 1411-1419 : Albert IV, fils du comte Conrad IV de Wernigerode
- 1419-1437 : Johannes von Hoym
- 1437-1458 : Buchard III von Warberg
- 1458-1479 : Gérard von Hoym

## Administration des archevêques de Magdebourg
- 1480-1513 : Ernest II de Saxe
- 1513-1545 : Albert de Brandebourg
- 1545-1550 : Jean Albrecht de Brandebourg-Ansbach, fils du margrave  Frédéric Ier de Brandebourg-Ansbach
- 1550-1552 : Frédéric III de Brandebourg, fils de Joachim II Hector de Brandebourg
- 1552-1556 : Sigismond de Brandebourg, demi-frère de Frédéric III

## Administrateurs protestants
- 1566-1613 : Henri-Jules de Brunswick-Wolfenbüttel
- 1613-1615 : Henri-Charles de Brunswick-Wolfenbüttel
- 1615-1616 : Rodolphe de Brunswick-Wolfenbüttel
- 1616-1623 : Christian de Brunswick-Wolfenbüttel
- 1623-1625 : Sede vacante
- 1625-1628 : Christian-Guillaume de Brandebourg, fils de Joachim III Frédéric de Brandebourg

## Administrateur catholique
- 1628-1648 : Léopold-Guillaume de Habsbourg

## Sources
- (de) Cet article est partiellement ou en totalité issu de l’article de Wikipédia en allemand intitulé « Liste der Bischöfe von Halberstadt » (voir la liste des auteurs).
- (en) Diocese of Halbertstadt, Catholic-Hierarchy